# 噴気孔 (生物学)

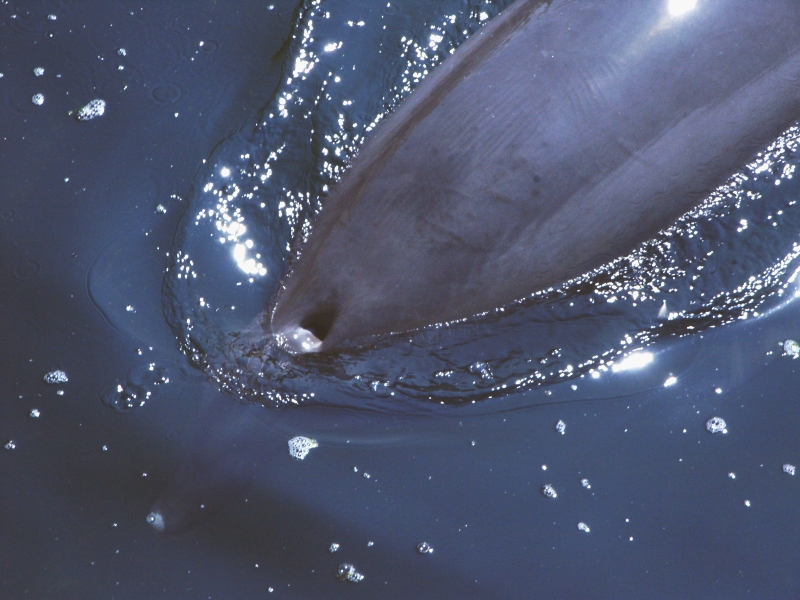
海へ潜る直前のハンドウイルカの単一の噴気孔

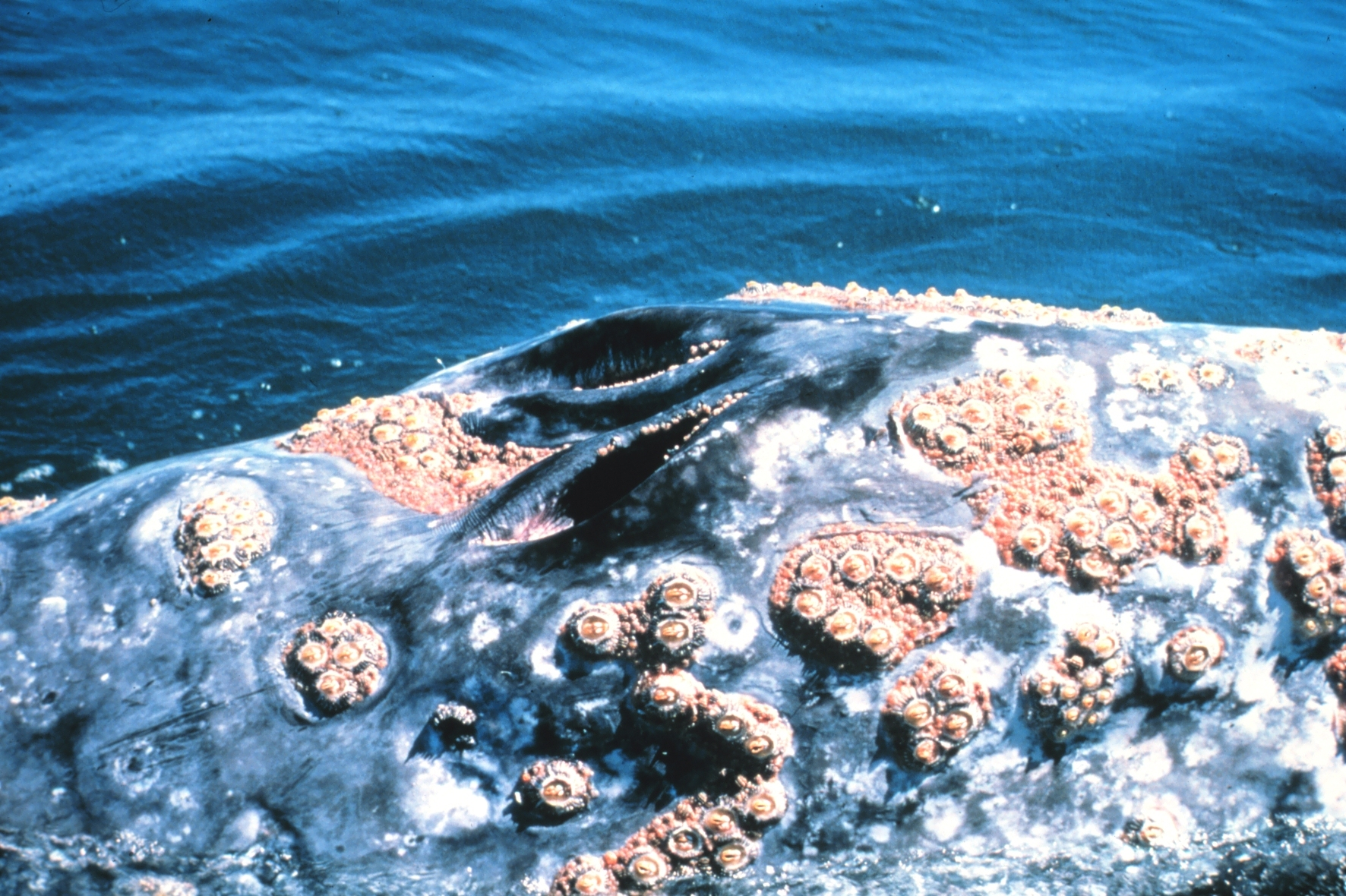
コククジラのV字形に並んだ2つの噴気孔

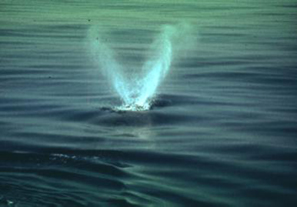
タイセイヨウセミクジラのブロー

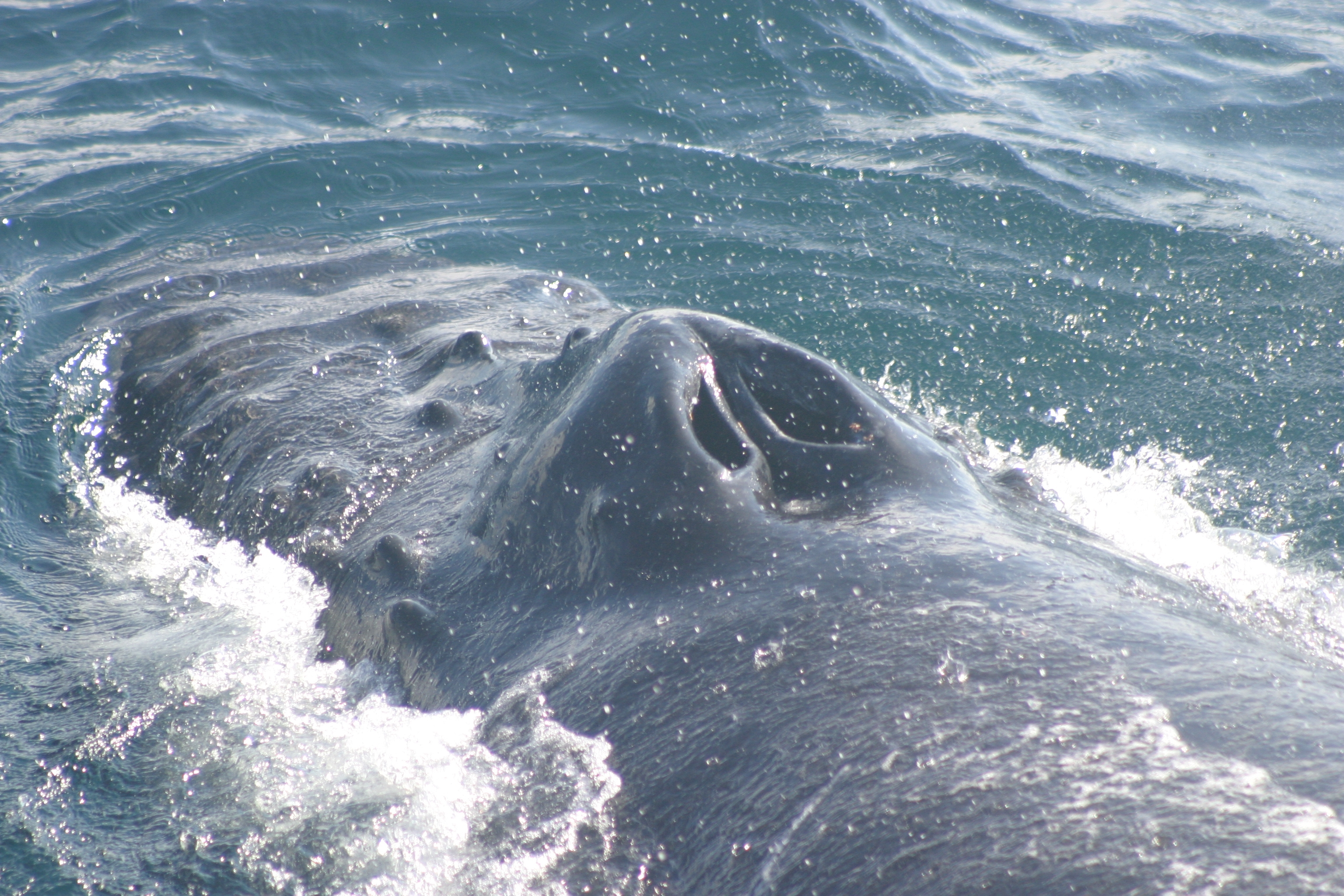
ザトウクジラの2つの噴気孔

噴気孔（ふんきこう、英: blowhole）は鯨類の頭頂部にあって息を通す孔である。ヒゲクジラ類では対になっている。これは他の哺乳類の鼻孔と相同であり、鼻孔が徐々に頭頂部へ移動するという進化の結果である。噴気孔が後ろ側に配置したことで、海面で息継ぎをする際に消費するエネルギーを小さくしたと信じられている。鯨は海面に上がると噴気孔から力強く息を吐き出す。呼気は比較的低圧の冷たい大気へと放出されることで水蒸気が凝縮し、噴気孔の上に溜まっていた水とともに吹き上げられ、「潮」「潮吹き」と呼ばれる白いしぶきとして遠くからでもよく見える。

## 目的とメカニズム
噴気孔のすぐ下には気嚢があって、鯨はコミュニケーション用、とくにハクジラ類では反響定位用の音響を作り出すことができる。気嚢は空気で満たされていて、それが放出されるときに、風船から放出される空気と似た仕組みで音を出す。鯨が潜る時には鼻栓が鼻腔から噴気孔までを塞ぐ。このとき鼻栓を制御している筋肉は弛緩しているが、鯨が息継ぎをするときには筋肉が収縮して噴気孔が開くようにし、呼吸が行われる。
ヒゲクジラ類はV字形に並んだ2つの噴気孔を持つのに対し、ハクジラ類の噴気孔は1つだけである。ハクジラの一種マッコウクジラでは左右の鼻道が非対称になっており、左の鼻道が脳油器官を避けて器官側方を前方に伸びるのに対し右の鼻道は脳油器官の中を通るように伸びるため、左右の鼻道が合流して開口する噴気孔も鼻口部の正面左側に位置している。

## テレスコーピング
基盤的な初期の鯨（古鯨類）であるパキケトゥスやバシロサウルスでは外鼻孔の位置は陸上哺乳類と変わらず、頭骨の吻端に開口していた。古鯨類以外のクジラ類では、その後さらに水棲への適応が進む中で外鼻孔は頭頂部に移動していき噴気孔へと変化する。このとき吻部から後（外鼻孔より後）の頭蓋骨部分が短くなることによって外鼻孔は頭頂部へ近づいていく。しかしこれは頭蓋骨の各構成骨の前後長が減少するのではなく、前後の骨が重なり合ったり覆い被さったりすることによって短縮が達成されている。結果として噴気孔の形成に繋がるクジラ類特有のこの頭骨の特殊化は テレスコーピング (telescoping) と呼ばれる。テレスコーピングの進化上の意義は、遊泳への適応・海面での呼吸の簡易化・ハクジラでは発声、ヒゲクジラでは採餌への適応・などが考えられている。

### ヒゲクジラ類とハクジラ類
ヒゲクジラとハクジラはテレスコーピングを含むいくつかの共有派生形質を持つことから単系統であると考えられているが、両者はテレスコーピングの様相に差異が存在する。
ヒゲクジラにおいては、後頭骨が前方へ移動して頭頂骨の上を覆って頭頂骨は前頭骨の上に重なり、上顎骨が眼窩の下を通ってさらに後方に向かう。上顎骨の後方への延長によりクジラヒゲの付着面積が増加されている。それに対しハクジラでは、前上顎骨と上顎骨が顔面部を超えて後頭部へと移動して前頭骨を覆い、ヒゲクジラとは逆に眼窩の上を通って後方に向かった上顎骨が上眼窩突起という広い面を形成する。上眼窩突起は筋肉の起点になって、この筋肉によって反響定位に用いられる高周波が発生させられると言われており、また上顎骨と前頭骨の広範囲な重複部は発信音の焦点集中や発信音と受信音の分離などで反響定位を補助している可能性がある。

### 用語の来歴
"telescope"（望遠鏡）という語は元来 "tele"（遠く）と "scope"（ねらい・的）を語源として持ち、字義通り遠くを見るための光学機器の名称となっている。その後英語においては、連続して外径が少しずつ大きくなる筒の中に小さい筒が順に入り込んでいくことで収縮する望遠鏡の鏡筒部の構造から、入れ子状・スライド式などで短縮するという派生的な意味が別義的に現れた。クジラの頭骨においては、外鼻孔が後方に移動するに伴って頭骨の構成骨が変形し後部の構成骨に前部の構成骨が順に重なって収縮していく。これを望遠鏡の鏡筒に見立ててテレスコーピングと呼んでいる。
クジラ頭骨の特殊な様相に関する記述は19世紀後半の文献にも見られるが、「収縮した」という表現は1918年にデンマークの動物学者ヘアロフ・ヴィンゲ (Herluf Winge) がクジラ類の分類に関する記載中に "sammenskudt" と特徴を記述したことにまで遡ることができる。1923年にアメリカの動物学者ゲリット・ミラー (Gerrit Smith Miller Jr.) が、クジラ頭骨の短縮・構成骨の重層についてそれを "telescoping" と呼んだ上でより詳細に記述して論文タイトルにも使用したことが、「テレスコーピング」という語が科学界でそのような意味で使用された最初である。
ミラーは「テレスコーピング」という語を用いたが、それに対し厳密な定義を与えなかった。そのため、その後に続いた多くの文献においてクジラ類頭骨の形態の変化のさまざまな状況を表す際に、研究者によって（明確な定義の言明なしに）この言葉はそれぞれ少し異なる意味合いで用いられてきた。これまでも、ある場合には構成骨の重なりや短縮を意味する一方、別の場合には外鼻孔の頭頂部への移動、また別の場合には鼻腔の位置と方向の変化・外鼻孔前の吻部の伸長・などを含意して使用されている。これに対して、テレスコーピングという語に「広範囲にわたる構成骨の重なりと、その結果としての上顎骨-後頭骨の近接」という定義を与える動きがある。